# Lyu Jianlin
Lyu Jianlin (chinesisch 吕健林; * 26. Juli 1996 in Longchang) ist ein chinesischer Sportschütze.

## Erfolge
Lyu Jianlin, der sich auf die Disziplin Skeet spezialisiert hat, war zunächst im Weltcup erfolgreich. Beim Weltcup 2022 belegte er in Changwon mit der Mannschaft den zweiten Platz. Zwei Jahre darauf gelang ihm im Weltcup 2024 in Baku ein Sieg im Einzel.
Bei den Olympischen Spielen 2024 in Paris startete Lyu in zwei Disziplinen. Im Einzel belegte er mit 118 Punkten den 17. Rang und verpasste damit den Finaleinzug. Im Mixed trat er gemeinsam mit Jiang Yiting an. Die beiden erzielten in der Qualifikation 146 Punkte, wodurch sie sich zusammen mit den punktgleichen Indern Maheshwari Chauhan und Anantjeet Singh Naruka für das Duell um die Bronzemedaille qualifizierten. Mit 44:43 setzten sich Lyu und Jiang gegen Chauhan und Singh Naruka durch und gewannen als Dritte die Bronzemedaille.
2022 schloss er ein Studium in Social Sports Instruction and Management an der China West Normal University in Nanchong mit dem Bachelor ab.